# NGC 2612
NGC 2612 este o galaxie lenticulară situată în constelația Hidra. A fost descoperită în 14 februarie 1836 de către John Herschel.